# Josep Badia i Planas
Josep Badia i Planas (Palafrugell, ? - Barcelona, 11 de gener de 1904) fou compositor i director de capella de l'església de Santa Maria del Pi de Barcelona. Tanmateix, també va exercir una tasca pedagògica molt important com a professor, violinista i arpista al Gran Teatre del Liceu.
Nascut a Palafrugell, es va casar amb Teresa Cortinas i morí a Barcelona a causa d'una esclerosi arterial. Badia va destacar per la seva intensa producció de música instrumental i eclesiàstica entre els anys 1861 i 1864, període durant el qual es van interpretar nombroses obres seves. L'octubre de 1879, va ocupar el càrrec de primer violí al Gran Teatre del Liceu, a més d'impartir classes d'arpa al mateix Conservatori i de dirigir la capella de Santa Maria del Pi.
Es conserven obres seves als fons musicals de la catedral de Solsona (SolC), de la Catedral-Basílica del Sant Esperit de Terrassa (TerC), de l'església de Sant Esteve d'Olot (OloSE), de la basílica de Santa Maria de Castelló d'Empúries (CaeSM) i al fons de Joan Vernet (GrJV).